# Aeroportul Alert Bay
Aeroportul Alert Bay (IATA: YAL, ICAO: CYAL) este un aeroport din Columbia Britanică, Canada. Aeroportul a fost tranzitat în 2011 de 0 pasageri.
Situat la o altitudine de 72 m, aeroportul dispune de o singură pistă.